# Gârbova de Jos, Alba

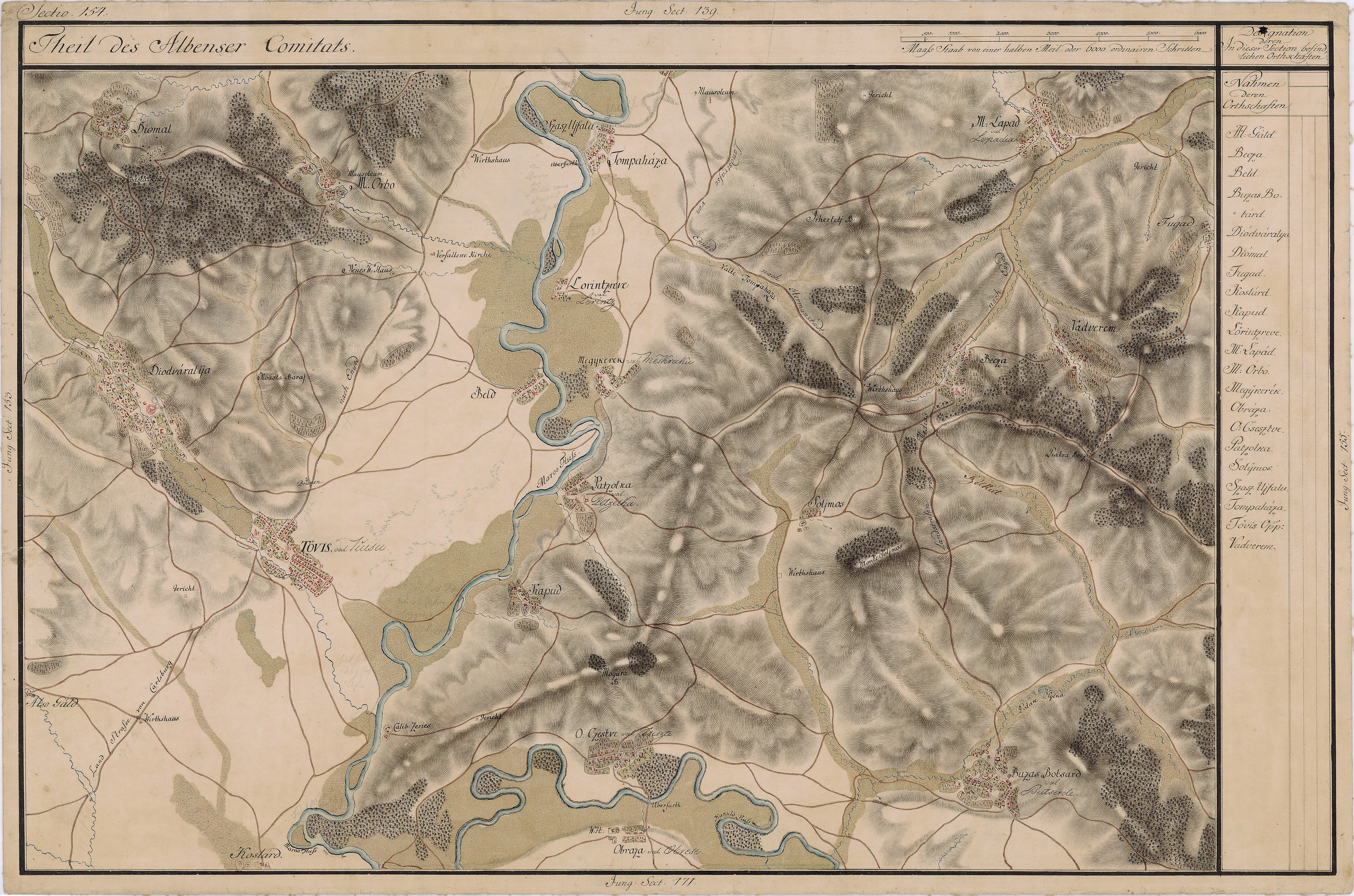
Gârbova de Jos pe Harta Iosefină a Transilvaniei, 1769-73

Gârbova de Jos, mai demult Gârbova Ungurească, (în maghiară Alsóorbó, alternativ Magyarorbó, in germană Niederorau sau Niederurbau), este un sat ce aparține municipiului Aiud din județul Alba, Transilvania, România.
Pe Harta Iosefină a Transilvaniei din 1769-1773 (Sectio 154), localitatea apare sub numele de „M. (Magyar) Orbo”. În afara satului, în direcție nord-est, pe această hartă este marcat un monument cu numele “Mausoleum”.

## Demografie
La recensământul din 1930 au fost înregistrați 867 locuitori, dintre care 840 români și 17 maghiari. Sub aspect confesional populația era alcătuită din 830 greco-catolici, 20 ortodocși și 17 reformați.

## Istoric
Până la 1600 a fost sat unguresc, după aceea pustiit. În secolul al XVII-lea a fost populat cu români.

## Monumente
- Ruina bisericii reformate (inițial biserică catolică), edificiu din secolul al XIII-lea, situat pe strada principală; elementele gotice de la ferestre datează de la o refacere din secolul al XV-lea.[4]
- Monumentul Eroilor Români din Al Doilea Război Mondial. Monumentul, de tip obelisc, este amplasat în centrul localității, fiind dezvelit în anul 1952, în memoria Eroilor Români din Al Doilea Război Mondial. Obeliscul, cu o înălțime de 1,5 m, este sprijinit pe o bază înaltă, de 0,5 m, fiind realizat din piatră de calcar și împrejmuit cu un gard de lemn. Pe fațada monumentului este o inscripție comemorativă: „ACEST MONUMENT ESTE RIDICAT ÎN MEMORIA EROILOR DIN COMUNA GÂRBOVA CĂZUȚI ÎN LUPTA ÎMPOTRIVA FASCISMULUI – 1944“.

## Personalități
- Laurențiu Pascu (1867 - 1920), deputat în Marea Adunare Națională de la Alba Iulia 1918